# Stanisław Gawłowski
Stanisław Gawłowski (Rozyna, near Brzeg; 27 de Novembro de 1968 — ) é um político da Polónia. Ele foi eleito para a Sejm em 25 de Setembro de 2005 com 7879 votos em 40 no distrito de Koszalin, candidato pelas listas do partido Platforma Obywatelska.